# Gaston Eyskens
Gaston François Marie Eyskens (ur. 1 kwietnia 1905 w Lier, zm. 3 stycznia 1988 w Leuven) – belgijski i flamandzki polityk, długoletni parlamentarzysta, minister, trzykrotny premier Belgii stojący na czele sześciu gabinetów.

## Życiorys
Kształcił się w Stanach Zjednoczonych, w 1927 uzyskał magisterium na Uniwersytecie Columbia. Ukończył także ekonomię (1930) oraz nauki społeczne i polityczne (1931) na Katolickim Uniwersytecie w Lowanium. Od 1931 pracował jako nauczyciel akademicki na tej uczelni. Działał w partii katolickiej, a później w powstałej na jej bazie chadeckiej PSC-CVP. Po jej podziale na partie językowe należał do Chrześcijańskiej Partii Ludowej. W 1939 po raz pierwszy uzyskał mandat posła do Izby Reprezentantów. Z powodzeniem ubiegał się o reelekcję w sześciu kolejnych wyborach, członkiem izby niższej federalnego parlamentu był do 1965. Następnie trzykrotnie wybierany do Senatu, w którym zasiadał do 1973. W latach 1971–1973 był członkiem Cultuurraad (organu poprzedzającego powstanie Rady Flamandzkiej).
Trzykrotnie sprawował urząd ministra finansów (1945, 1947–1949, 1965–1966), w 1950 krótko pełnił funkcję ministra finansów. Od sierpnia 1949 do czerwca 1950, od czerwca 1958 do kwietnia 1961 oraz od czerwca 1968 do stycznia 1973 zajmował stanowisko premiera, kierując łącznie sześcioma gabinetami. Za pierwszym razem ustąpił w związku z kryzysem dotyczącym sytuacji króla Leopolda III. W 1960 jego rząd uznał niepodległość Konga Belgijskiego. W 1970 przyczynił się istotnie do przyjęcia reformy konstytucyjnej, jednak brak postępów w jej wdrażaniu doprowadził do jego późniejszej rezygnacji. Ostatecznie w czerwcu 1973 zakończył swoją wieloletnią aktywność polityczną.
Odznaczony m.in. Orderem Leopolda II III klasy (1946) oraz Orderem Korony I klasy (1954).
Był ojcem polityka Marka Eyskensa, który również pełnił funkcję premiera Belgii.